# 庞盼盼
庞盼盼（1990年6月7日—），河北石家庄人，中国女子竞技体操运动员。她亦=是一名全能型選手，强项为自由体操和平衡木。由于长相甜美，被外国媒体誉为“东方美人”。

## 生平

### 运动经历
庞盼盼1997年开始练习体操，同年入选河北省体操队，2002年入选国家队。 
2005年4月，庞盼盼参加了世界杯巴西站的比赛，这也是她第一次站在国际赛场，获得了平衡木的银牌。6月，庞盼盼参加了世界杯荷兰站的比赛，发挥出色，获得平衡木、自由操两枚金牌，并且在全能项目上获得第二。也就是这次比赛，使她名声远扬，甜美的笑容，修长的身材，舒展的动作，让外国媒体大为惊叹，誉为“东方美人”（Oriental Beauty）。
2006年10月，庞盼盼参加了在丹麦奥胡斯举行的第39届世界体操锦标赛，和队友张楠、程菲、李娅、黄璐、周卓如、何宁一起为中国队获得了第一块女子团体金牌。她还参加了全能比赛决赛，前三个单项结束后排名第一，在最后跳马一项中出现失误，最终排名第六。
2007年起，龐盼盼飽受腳傷困擾。2008年，即使腳傷嚴重，令龐盼盼只可訓練高低杠，但她沒有放棄，一直堅持訓練。但最終沒有入選參加北京奧運會。
2009年5月，全運會體操預賽暨全國體操錦標賽，龐盼盼代表河北出戰高低杠項目，可惜下法失誤而河北最終亦沒有進入全運會決賽。「東方美人」亦從此謝幕。

### 退役生活
2009年9月，龐盼盼入讀中央财经大学。